# Riu Tone

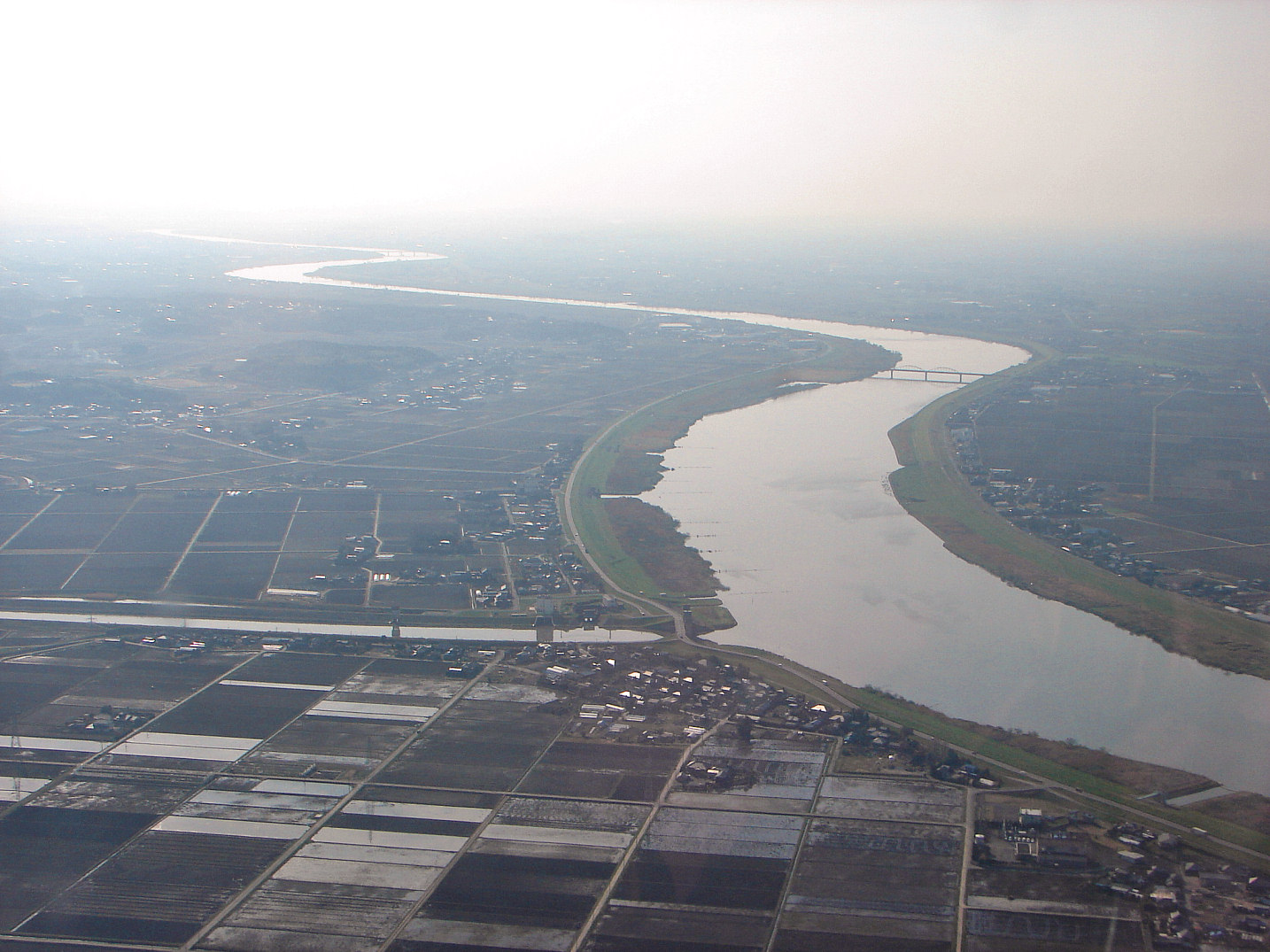
Riu Tone a Narita i Kawachi.

El riu Tone (利根川, Tonegawa) és un riu de la regió de Kantō al Japó. Té 322 km de llargària (el segon més llarg a japó després del Shinano) i té una conca hidrogràfica de 16840 km² (la major al Japó). De vegades la gent l'anomena Bando Taro (坂東太郎, Bandō Tarō); Bandō és una manera obsoleta de referir-se a la regió de Kanto, i Tarō 
és un nom popularment donat als primogènits).
De vegades se'l considera un dels tres gran rius del Japó (els altres dos són, el Yoshino a Shikoku i el Chikugo a Kyūshū).

## Geografia
El riu neix al Mont Ōminakami (大水上山), el qual marca la frontera entre les prefectures de Gunma and Niigata. Reciveix aigua de diversos afluents i desemboca en l'oceà Pacífic a Choshi, una ciutat de la Prefectura de Chiba. El Riu Edo es bifurca d'aquest i va a desembocar a la Badia de Tòquio.
Els majors afluents són l'Agatsuma, el Watarase, el Kinu, l'Omoi, i el Kokai

## Història
El riu era conegut per la seva natura incontrolable i també perquè el seu transcurs canviava cada vegada que hi havia inundacions. Per això és difícil de conèixer l'antic transcurs.
El riu originalment desembocava en la Badia de Tòquio, i afluents con el Watarase i Kinu tenien sistemes fluvials independents. Per a poder transportar aigua i controlar les inundacions, una àmplia construcció es va iniciar en el segle 17 quan la regió de Kanto va esdevenir el centre polític del Japó. La ruta del riu, es va determinar durant el període Meiji. La seva vasta conca és, per tant, en gran manera artificial.

## Usos
El riu va ser important per al transport fins a l'aparició del ferrocarril al segle xix. No es feia servir només per a transportar els productes locals com la salsa de soja de Choshi, sinó també productes de la regió de Tohoku, amb la finalitat d'estalviar temps i evitar riscos en el mar obert.
Avui el riu té diverses preses que subministren aigua a més de 30 milions d'habitants de l'àrea metropolitana de Tòquio.
Ràfting i Kayak:
Minakami Onsen, a la prefectura de Gunma, és on neix Riu Tone i durant el període quan la neu es fon en primavera, abril - juny, el riu ofereix ràpids de grau 4 (d'acord amb l'Escala Internacional de Dificultat del Riu) al llarg d'un tram de 12 quilòmetres. El riu ofereix alguns dels millors llocs per a practicar ràfting i caiac del Japó i va ser l'amfitrió de la copa del món de ràfting durant la primavera de 2007.

## Contaminació
Des del segle xix, la qualitat de les aigües del riu s'ha vist afectada per la contaminació produïda per la Mina de coure d'Ashio (足尾鉱毒事件, Ashio Kōdoku Jiken). La mina amb els seus abocaments producte de la metal·lúrgia extractiva del coure va contaminar el riu Watarase i el seu corrent principal, el Tone. Encara que el govern de Meiji va reprimir les protestes dels habitants, es van començar obres per a reforçar el curs inferior del Tone i protegir Tòquio. El curs actual del riu Tone és el resultat d'aquestes obres. L'afluència de verí es va perllongar fins a l'últim quart del segle xx.